# Doomer
Pour les articles homonymes, voir Doom (homonymie) et Doomsday.
Ne doit pas être confondu avec Doumer et Lambert Doomer.
Doomer et doomerisme (de l'anglais doomer) sont des termes d'origine anglaise apparus sur le réseau internet. Ils désignent des individus souvent jeunes, animés par un profond pessimisme quant à l'avenir de la civilisation. Le terme est apparu dans les années 2010 dans un contexte de montée des inquiétudes sociales, économiques et écologiques.
Le terme "doomer" est souvent associé à une esthétique mélancolique marquée, véhiculée par des mèmes internet, des musiques sombres (post-punk, ambient, rock alternatif) et une imagerie urbaine souvent nocturne, rappelant une époque passée ou tout semblait mieux avant. Il s’inscrit dans une constellation de figures culturelles apparues en ligne, comme le "boomer", le "zoomer" ou le "bloomer", chacune exprimant un rapport différent au monde et à l’avenir.

## Définition et description
Un doomer est un individu convaincu que les problèmes mondiaux (autant au niveau de l'environnement que de la gestion humaine de cet environnement) entraîneront l'effondrement de la civilisation, une baisse importante de population et pourraient même entrainer l'extinction de l'humanité.
Le doomer (de « Doom » signifiant « ruine » ou « destin tragique » en anglais) est présenté par un article de La Dépêche du Midi comme un « antihéros déprimé », nihiliste, généralement jeune et portant sur le monde un regard désabusé,.
Selon un site spécialisé dans la résilience à l'effondrement, certains doomers sont adeptes du survivalisme, proches du « peakiste » - de la théorie du pic pétrolier - avec également une croyance en une réaction malthusienne. La différence fondamentale entre le « peakiste » et le « doomer » est que ce dernier ne veut pas perdre de temps dans les discussions et les revendications, l'effondrement de la civilisation étant pour lui imminent.
Selon l'anthropologue et sociologue Pierre Sansot, le doomer croit que le problème de l'épuisement écologique (surpopulation, changement climatique, pollution) provoquera l'effondrement de la civilisation et explique que son idéologie pessimiste s'oppose aux « perspectives plus optimistes de la vie ». Sansot précise également que « les doomers pensent que la corruption du gouvernement, l'apathie civile ou l'oppression culturelle ne peuvent être résolues ».

## Historique
Le terme, lié à un mouvement musical du même nom né en Russie, est répertorié en 2019 ; il est apparu sur le forum anglophone 4chan, lequel avait été lancé sur le web le 1er octobre 2003, celui-ci garantissant l'anonymat. Il est essentiellement utilisé par des jeunes, souvent qualifiés de marginaux.
Depuis 2020-2021, plusieurs chaines YouTube proposent des musiques de style mélancolique, en y ajoutant du grain et en baissant la vitesse originale de la musique. La vidéo se compose également d'une imagerie nostalgique et nocturne.

## Critiques
Les doomers sont très critiqués dans les milieux scientifiques, notamment par les climatologues Michael E. Mann et Hannah Ritchie, qui après avoir longtemps combattu les climato-négationnistes, estiment que les doomers sont désormais leur nouveau principal ennemi. D'après eux, bon nombre de doomers propagent des faits scientifiquement faux et sapent la lutte climatique alors qu'il est encore temps d'agir, tout en reconnaissant que la fenêtre d'opportunités se referme,.

## Dans la culture
En 2018, un dessin fait son apparition sur le forum d’échange d’images 4chan ; celui-ci représente un jeune homme hagard, blanc et chauve, coiffé d'un bonnet qui devient rapidement le visage universel du doomer. Dénommé Wojak, ou Feels Guy, son origine est russe (ou issu d'un ancien pays de l'Union Soviétique), il semble triste et sans espoir, mais amateur d'une musique identifiée comme étant de la mouvance new wave post-punk.